# Воєнна гра

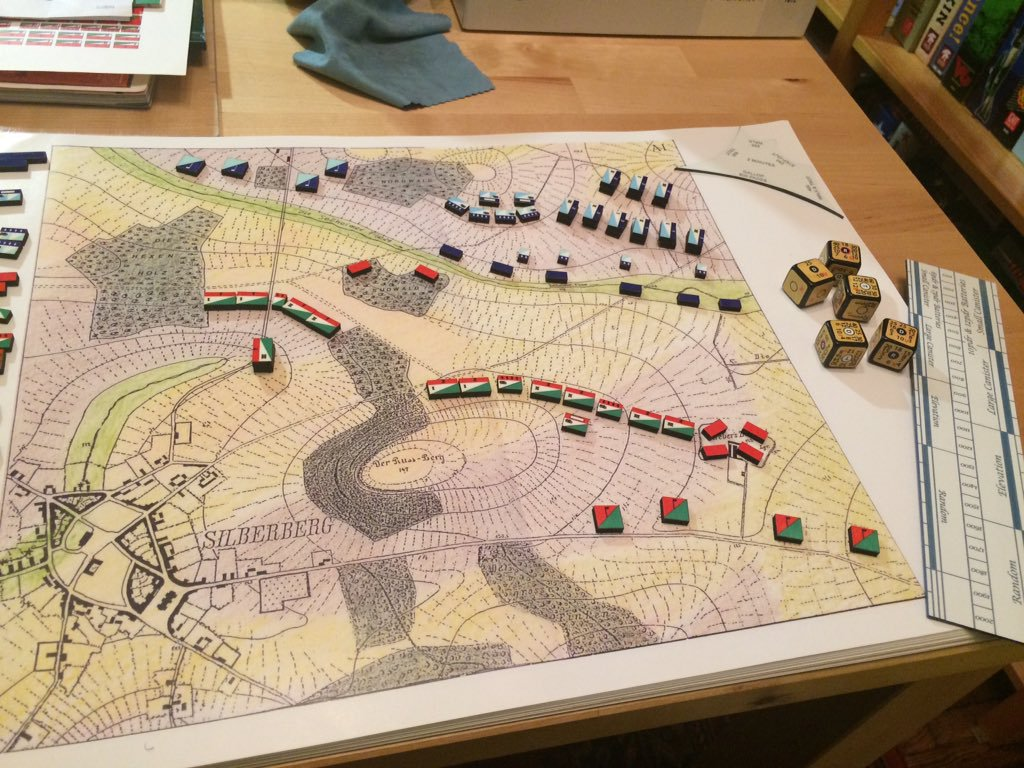
Реконструкція прусської військової гри

Во́ргейм (англ. wargame, воєнна гра, військова гра) — різновид стратегічних ігор, зокрема, настільних і відеоігор, які відтворюють воєнні дії. воргейми, як правило, поділяються на історичні, вигадані, фентезійні, та науково-фантастичні.
Особливістю воргеймів є їхня орієнтованість на тактику — гравець, який отримує тактичну перевагу, завжди може виграти.
Хобі, пов'язане з іграми воргейму, називається воргеймінгом (англ. Wargaming).

## Характеристики
Точне визначення «військової гри» варіюється від одного автора до іншого та від однієї організації до іншої. Щоб уникнути плутанини, у цьому розділі буде встановлено загальне визначення, яке використовується в цій статті.
- Військова гра симулює збройний конфлікт, будь то битва, кампанія чи ціла війна. «Воєнні бізнес-ігри» не імітують збройний конфлікт, тому виходять за рамки цієї статті.
- Військова гра є змагальною. Повинні бути дві чи більше протиборчих сторони, гравці яких розумно реагують на рішення один одного.[1]
  - змагаються протиборчі гравці, які представляють активних, мислячих і адаптивних супротивників;
  - змагаються контролери воргейму, що використовують рівень загрози як змінну;
  - змагаються червоні команди, які заперечують припущення та у поєднанні з контролерами воргейму можуть викликати тертя.
- Військова гра не передбачає використання справжніх військ і озброєння. Це визначення використовується Військово-морським коледжем США.[2] Деякі автори використовують термін «живі військові ігри» для позначення ігор, які використовують реальні війська на полі, але ця стаття натомість посилається на це як польові навчання.

Практичні можливості:
- можливість ризикнути без ризику для життя;
- економічно ефективний спосіб практики процедур командного і навчального складу;
- вплив тертя і невизначеність, у тому числі адаптивна, мислення супротивників;
- механізм для дослідження новаторство у військовому мистецтві;
- метод відкриття нового факторів, раніше не визначених

Практичне використання:
- Освіта і навчання
- Планування
- Прийняття виконавчих рішень

## Настільні воргейми

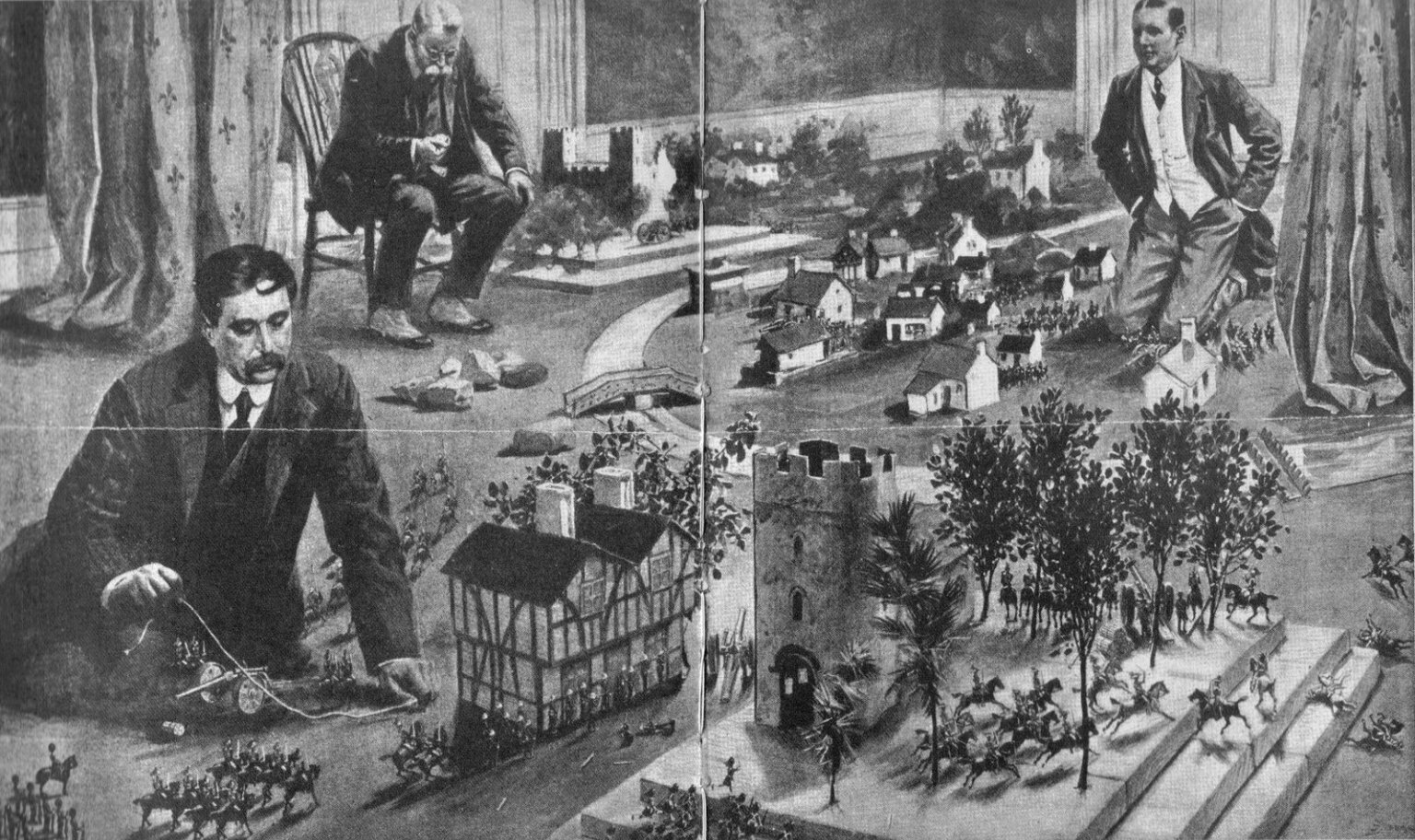
Герберт Веллс за грою у «Маленькі війни»

Найдавнішим воргеймом була індійська настільна гра «чатуранґа», прообраз шахів. Другим джерелом появи воргеймів є військові навчання в Пруссії XIX століття, для спрощення та економії коштів, перенесені з реальних полів, лісів і річок, з реальними військами, на великий стіл зі зменшеними моделями. Вони мали назву «Kriegsspiel» і були складені в 1812 прусським офіцером Леопольдом фон Рейшвіцем (нім. von Reiswitz), і згодом доповнені його сином. Хоча «Kriegsspiel» і відрізнявся від сучасних воргеймів, там були деякі з найважливіших елементів — використання шестигранних кубиків (нині відомі як дайси), розмітка ігрового поля. Противники розміщувалися в сусідніх кімнатах і не бачили сил один одного, загони на стіл виставляли ведучий гри або його помічники. З часом ці військові ігри розділилися в бік ускладнення — на допомогу військовим, і в бік спрощення, де стали основою правил для настільних військових ігор.
Першою «сучасною» настільною військовою грою (англ. board wargame) вважають «Маленькі війни» 1913 року, створену Гербертом Веллсом. Вона містила досить прості правила для піхоти, кавалерії й артилерії у вигляді іграшок. Іронічний тон, ліричні відступи та загальна легкість викладу, зробили художню складову «Маленьких Воєн» популярнішою за власне правила.
Настільні воргейми того типу, що використовуються понині, з'явилися в 1954 році з публікацією гри Tactics Чарльзом Робертсом (Charles Swann Roberts) і стали найпопулярнішими в середині 70-х. Для таких ігор часто використовуються мініатюрні фігурки, що позначають військову техніку або військові загони, хоча настільний воргейм може замість фігурок використовувати фішки або картки (наприклад, Naval War і Armor Supremacy). Більшість ситуацій в сучасних воргеймах вирішуються кидком кубиків — стрільба, відступ, рух через пересічені місцевість, бойовий дух тощо.

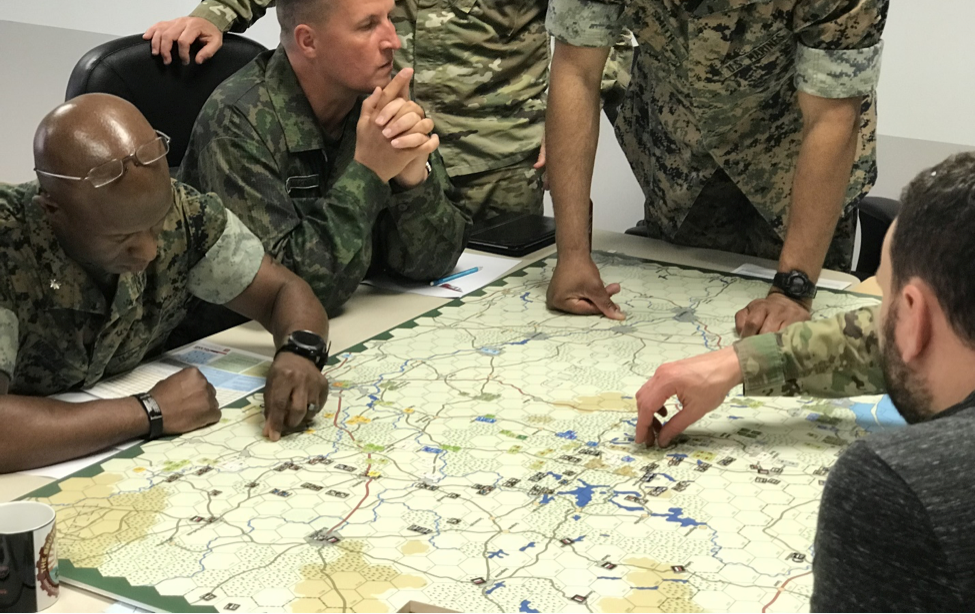
Професійний воргейм військовиків

У промислових масштабах настільні воргейми стали випускатися в другій половині XX століття. Існує безліч різних настільних ігор в різних жанрах:
- реалістичні, засновані на реальних чи вигаданих подіях (Warhammer Ancient Battles, Flames of War, «Велика Вітчизняна», «Епоха битв»);
- науково-фантастичні (BattleTech, Warhammer 40,000, «Зоряний десант»);
- фентезійні (Warhammer Fantasy Battle).

Також термін «воргейм» застосовується в рольових іграх, як назва стилю гри, при якому головним елементом гри є битви, а метою — перемога ігрової партії над противниками (на противагу відігруванню сюжету).
Жанр євроігор зародився частково через відразу в післявоєнній Німеччині до продуктів, які прославляли конфлікт (в тому числі варгемів).Єврогра

## Відеоігри-воргейми

### Особливості

Ігровий процес Panzer General. Схематично показується хід бою.

Жанр воргейму у відеоіграх є похідним від настільних воргеймів. Так, наприклад, серія Close Combat має у своїй основі правила настільного воргейма Squad leader, що моделює бої піхотних відділень Другої світової війни. Проте у відеоігровій індустрії воргейми в цілому розвивалися з мінімальним посиланням на настільні ігри, тому на Заході термін «воргейм» не заведено використовувати щодо відеоігор.
В більшості такі ігри мають вигляд «штабної карти» зі схематичними зображеннями територій, військ. Гравець бере на себе роль генерала чи інших чинів командного складу.
На відміну від «класичних» стратегій прямого контролю, у воргеймах ігровий процес відбувається покроково, і керована одиниця не завжди виконує накази, якщо їй заважають перепони. У низці відеоігор-воргеймів показується психологія солдата, який, наприклад, може відмовитися йти на вірну смерть.
Також воргеймами щодо відеоігор інколи називають ті ігри, де акцент робиться на самих боях, без розбудови бази та найму військ. Тобто, гравець відправляє на завдання наперед дані сили. До прикладу, як в Space Hulk (2013).

### Найвизначніші ігри
- Computer Bismarck (Strategic Simulations, Inc., 1980) — цій грі приписують титул першого «серйозного» комп'ютерного воргейму.
- Panzer General — (Strategic Simulations, Inc, 1994) — гра, де бойові одиниці прирівнюються до батальйонів, хоча розміри одиниць і карти не пропорційні. Характеристики бойових одиниць точно відповідають характеристикам реальної бойової техніки та військових підрозділів, а сценарії ґрунтуються на історичних подіях.
- Steel Panthers — (Strategic Simulations, Inc, 1995) — тактична військова гра, де використовується зброя з часів Другої світової війни й до теперішнього часу. Битва відбувалася в покроковому режимі й відрізнялися високою правдивістю моделювання бою. Гравець керував як кожним солдатом окремо, так і бригадами солдатів.
- Close Combat — (Microsoft, 1996) — тут враховувалися такі фактори, як індивідуальний моральний дух і небажання виконувати накази. Залежно від карти, можна використовувати маскування і захист солдатів і техніки. З'явився такий елемент як «туман війни», причому в техніки, як і в реальності, огляд обмежений. Оригінальна гра мала низку продовжень, останнє з який вийшло в 2014 році.
- Combat Mission — (Big Time Software, 2000) — тривимірна гра, в якій кожен «хід» розділений на два етапи — «планування» і «виконання». На етапі «планування» гравці одночасно роздають команди підлеглим військам, які ті виконуватимуть протягом 15-и секунд. При цьому вони не обмежені в часі і можуть як завгодно довго і ретельно планувати свої дії. На бій впливали погодні ефекти і «туман війни», коли гравець бачив тільки те, що бачать солдати. Перемога давалася не тільки на підставі знищення противника і взяття ключових точок, але на основі втрат і захоплених полонених.